# Collégiale Notre-Dame de la Crypte
La collégiale Notre-Dame est une ancienne collégiale située sur la commune de Cassel dans le département du Nord.

## Historique

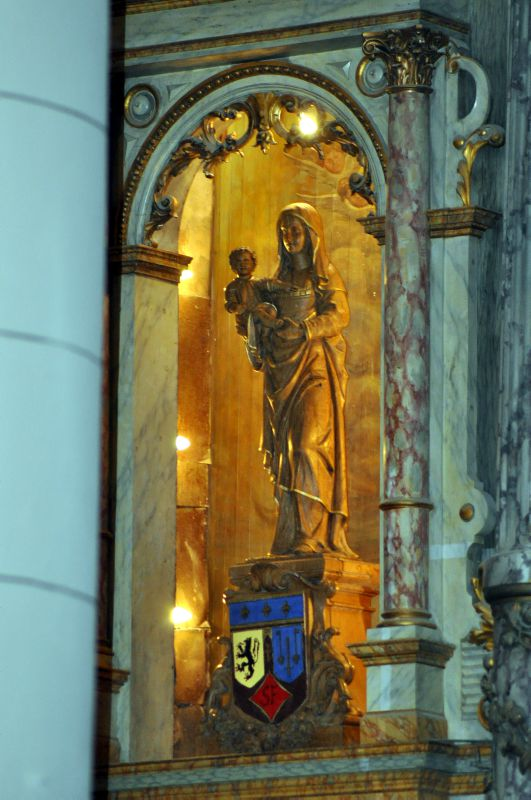
Une reproduction de Notre Dame de la Crypte, patronne de Cassel, se trouve dans la niche du retable qui lui est dédiée. Elle est posée sur un piédestal aux armes de France, de Flandres et de la Ville de Cassel

L'église fait l’objet d’un classement au titre des monuments historiques depuis le 22 décembre 1981.
La Collégiale Notre Dame est attestée depuis le Xe siècle. Incendiée et profanée à maintes reprises, elle est reconstruite sur ses anciennes fondations. À la suite de la période révolutionnaire où elle sert successivement d’écurie, de prison, d’hôpital et de Temple de la Raison, elle trouve sa forme actuelle son l’impulsion de l’Archevêque de Cambrai (le diocèse de Lille n’existant pas encore).
C'est devant la statue miraculeuse de Notre Dame de la Crypte vénérée à Cassel depuis le XVIe siècle et conservée dans la crypte de la Collégiale Saint-Pierre, Sainte patronne et protectrice de Cassel, que le maréchal Foch adressa sa prière chaque jour durant son séjour à Cassel lors de la Première Guerre mondiale, et ce serait par son intercession que Cassel aurait évité les bombardements qui sévissaient en Flandres. La population de Cassel reconnaissante offrit une bannière à la paroisse à l'effigie de la sainte patronne de Cassel protégeant sa cité, cette bannière est visible au musée départemental de Flandre à Cassel.
La neuvaine à Notre Dame de la Crypte a lieu tous les ans du 2 au 10 juillet. Les Casselois la prient pour assurer la protection et la vie au sein de la cité. Autrefois, le culte de Saint Roch était fort répandu. La légende raconte que Saint Roch stoppa l'épidémie de peste, qui sévissait à l'époque, aux portes de Cassel, plus précisément rue Moeneclaye. Jusqu'au milieu du XXe siècle, la ville de Cassel célébrait Saint Roch dans le cadre d'une neuvaine au mois de décembre. Un garçon de la rue Moeneclaye était mis à l'honneur chaque année en souvenir du miracle de Saint Roch.
La Collégiale de Cassel est aussi liée à la présence des frères Récollets qui séjournèrent à Cassel jusqu'à la période révolutionnaire. La paroisse actuelle dédiée à Saint François, doit son nom à la présence de ces religieux dans le pays de Cassel pendant de nombreux siècles.

## Architecture

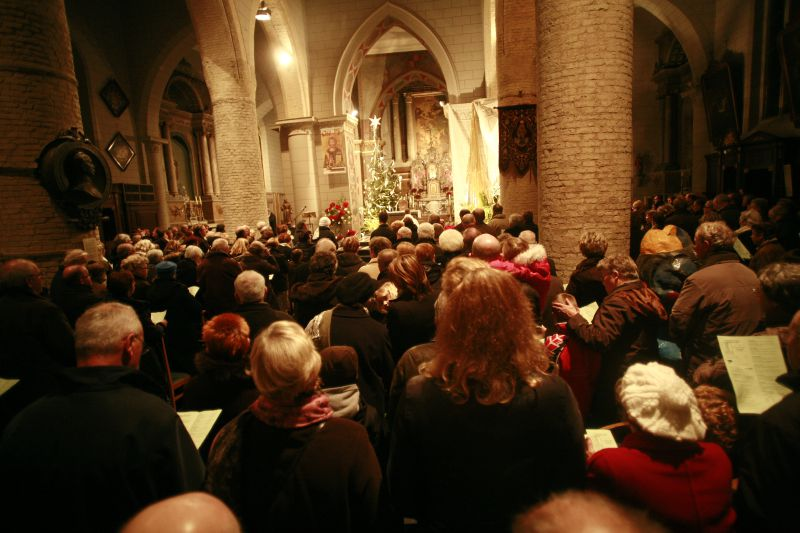
La collégiale lors d'un office, on y distingue bien sa conception architectural de style hallekerk

L’église actuelle est de style gothique, avec trois nefs de même hauteur (église Halle-hallekerk en Flamand). Une haute tour carrée se trouve au-dessus du chœur.

## Mobilier
Tableaux

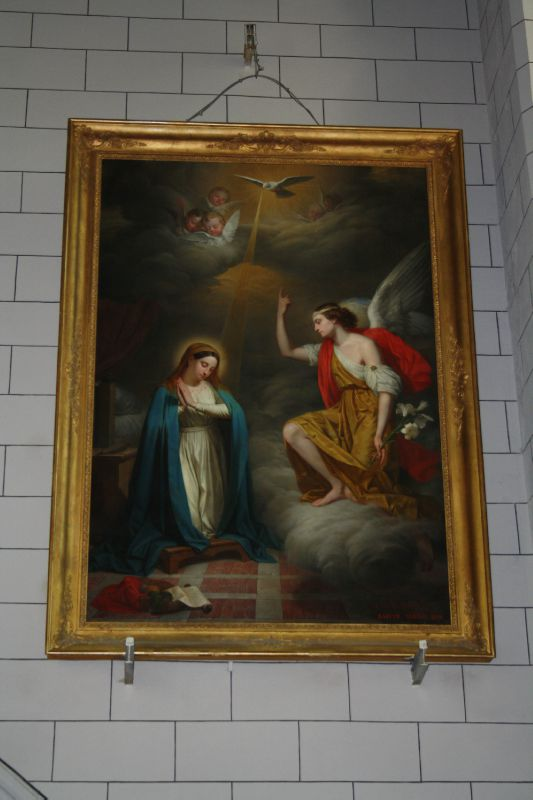
L'Annonciation d'Alexis Bafcop

- - L'Annonciation de Alexis Bafcop : Œuvre commandée pour le retable de la Vierge Marie, érigée en 1847 ; le tableau est déposé vers 1900 pour faire place à une statue dans le même retable. Il est alors accroché au mur, à proximité. Ce tableau relève encore du classicisme davidien.

Maître-Autel

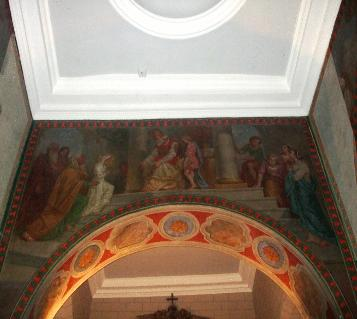

- Retable en marbre et bois peint. Il date du XVIIIe siècle.
- Le chœur a été recouvert de fresques peintes au XIXe siècle par Alexis Bafcop, célèbre peintre local et créateur des géants Reuze Papa et Reuze Maman, aidé de son frère Ambroise. Les fresques représentent les apôtres et diverses scènes de la vie de l'Église. Malgré leur restauration en 2009, les fresques n'ont pas pu être préservées dans leur intégralité à cause de leur état fort délabré.

Banc de communion
- Fer forgé, XVIIIe siècle.

Orgue

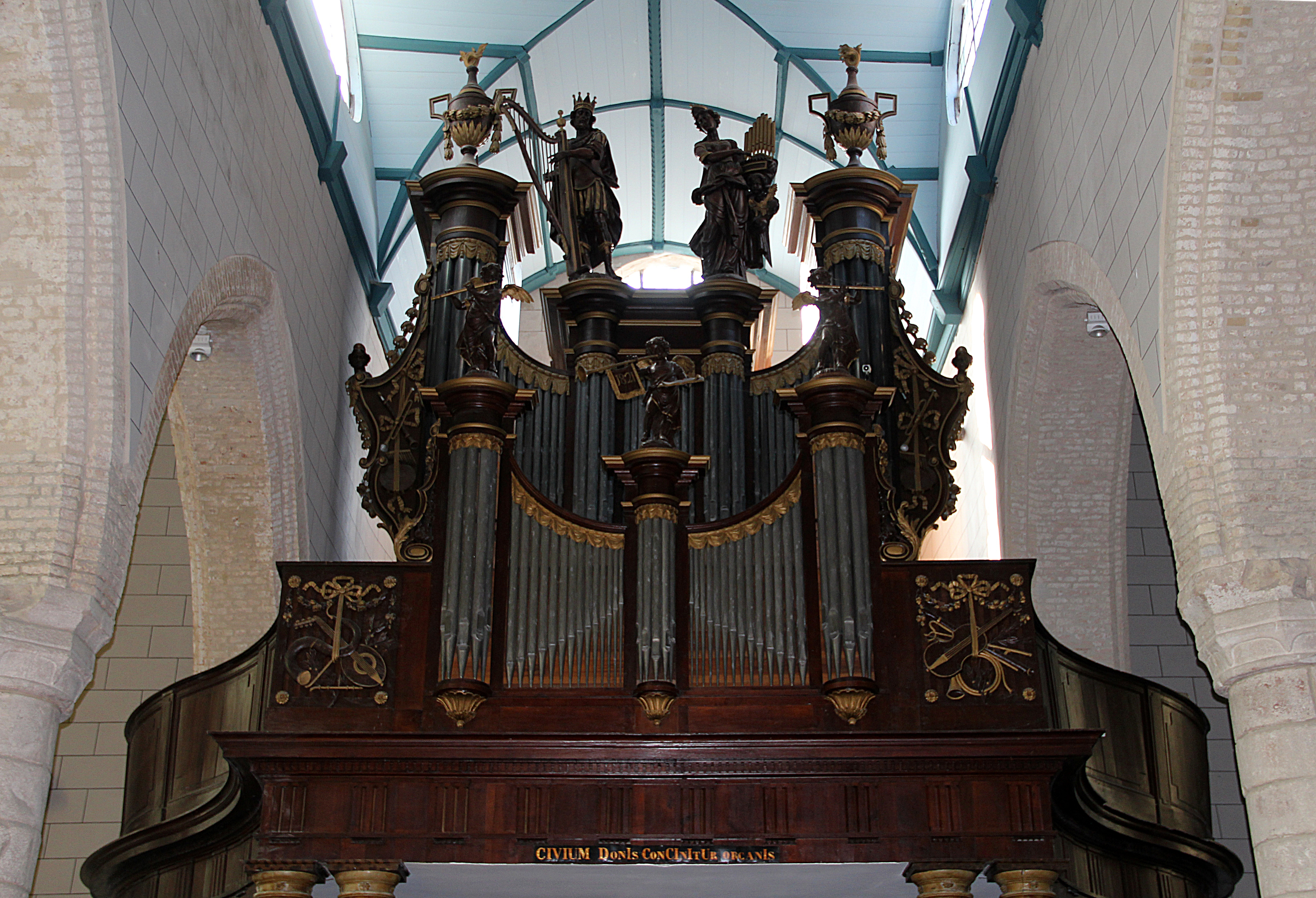
Buffet d'orgue après restauration de la Collégiale en 2011

L'orgue et le buffet ont été transformés en 1821. On y voit l'inscription « Les orgues chantent par les dons des citoyens ». Les facteurs sont : René Germain, Pierre Loncke, Frédéric Loncke et Bernard Cogez. Deux statues imposantes siègent au sommet de l'orgue, il s'agit du Roi David, représenté avec une harpe, et de sainte Cécile, patronne des musiciens. On voit également trois angelots en bois, jouant du clairon, sur le buffet.

## Historique de la Paroisse de Cassel

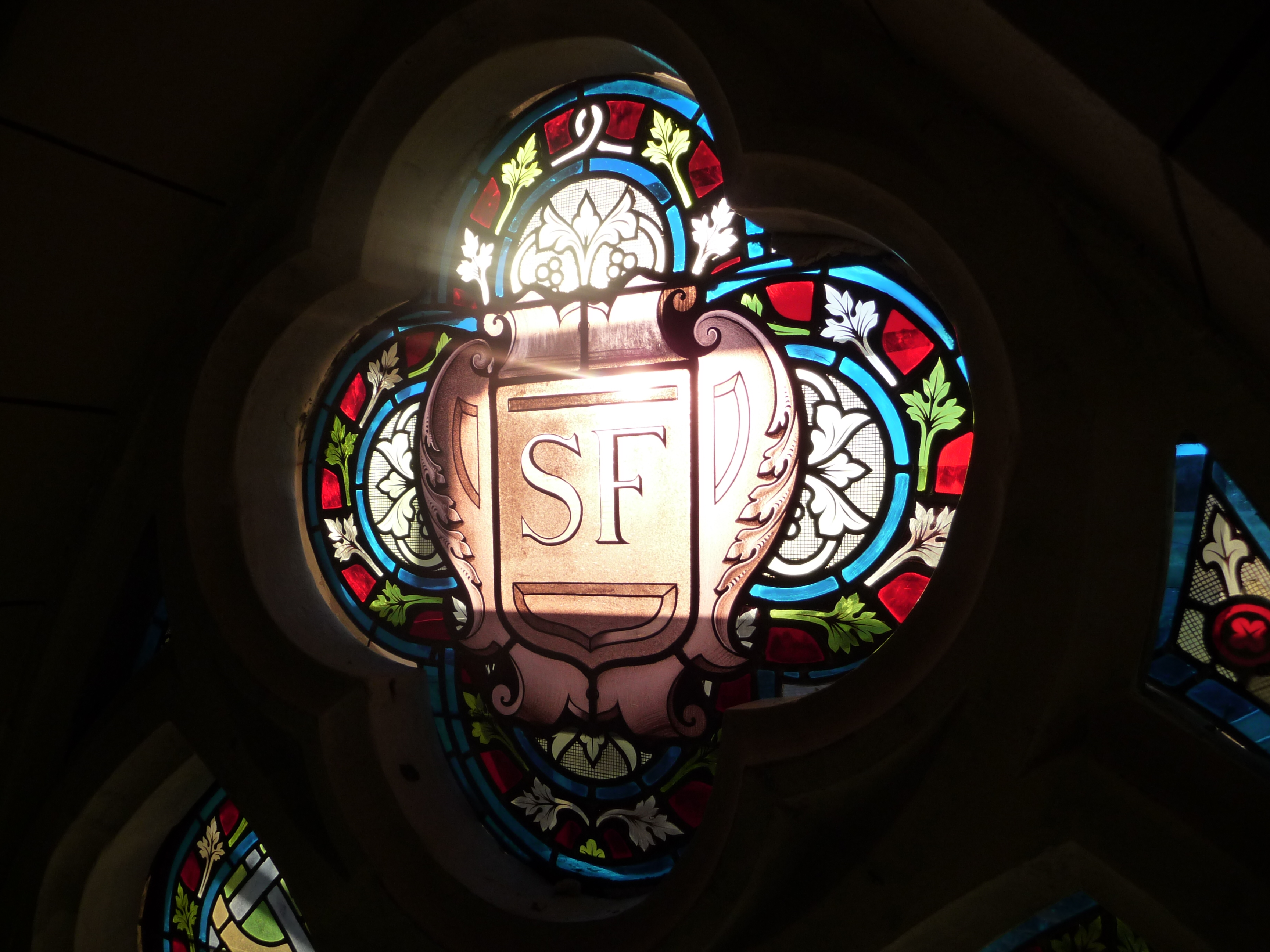

Première église de Cassel attestée depuis le Xe siècle, elle fut la seule paroisse de Cassel qui subsista jusqu'en 1993 avec la création des paroisses nouvelles. Auparavant[Quand ?] Cassel comptait trois paroisses : celle de Notre Dame, la paroisse Saint Nicolas et la paroisse de la Quaestraete. Cassel comptait en plus trois autres églises : la Collégiale Saint Pierre, l'église des Jésuites et l'église des sœurs chanoinesses augustines.
Après la Révolution française, la paroisse de Cassel se calque sur le découpage communal et la Collégiale Notre Dame devient l'unique église paroissiale.
Depuis 1993, la paroisse nouvelle de Saint François des Monts de Flandres regroupe les clochers de six communes : 
- Cassel (Collégiale Notre Dame)
- Hardifort (église Saint Martin)
- Zuytpeene (église Saint Vaast)
- Bavinchove (église Saint Omer)
- Oxelaere (église Saint Martin)
- Sainte Marie Cappel (église Notre Dame)

### Curés de la Paroisse de Cassel
| Arrivée | Départ | Prêtre                |
| ------- | ------ | --------------------- |
|         | 1864   | P. Arnould            |
| 1865    | 1873   | P. Louis Duriez       |
| 1873    | 1901   | P. M. Loviny          |
| 1901    | 1911   | P. L. Thibaut         |
| 1911    | 1929   | P. A. Dassoneville    |
| 1930    | 1938   | P. J. Damman          |
| 1938    | 1952   | P. Stanislas Denaes   |
| 1952    | 1953   | P. Pierre Ammeux      |
| 1954    | 1965   | P. Abel Ammeux        |
| 1965    | 1988   | P. Michel Vandewalle  |
| 1988    | 1994   | P. Raymond Mille      |
| 1994    | 2002   | P. Michel Decherf     |
| 2002    | 2006   | P. Jean-Marie Louf    |
| 2006    | 2012   | P. Frédéric Lefèvre   |
| 2012    | 2021   | P. Innocent Niyimbona |

2021 P.Christophe Vasse